# Eva Ailloud
Eva Ailloud (25 de junio de 1990) es una deportista francesa que compitió en ciclismo en la modalidad de BMX. Ganó tres medallas en el Campeonato Mundial de Ciclismo BMX, en los años 2009 y 2012, y tres medallas en el Campeonato Europeo de Ciclismo BMX entre los años 2009 y 2012.

## Palmarés internacional
| Campeonato Mundial | Campeonato Mundial       | Campeonato Mundial | Campeonato Mundial |
| Año                | Lugar                    | Medalla            | Competición        |
| ------------------ | ------------------------ | ------------------ | ------------------ |
| 2009               | Adelaida (Australia)     | Medalla de plata   | Carrera            |
| 2012               | Birmingham (Reino Unido) | Medalla de plata   | Carrera            |
| 2012               | Birmingham (Reino Unido) | Medalla de bronce  | Contrarreloj       |
| Campeonato Europeo |                          |                    |                    |
| Año                | Lugar                    | Medalla            | Competición        |
| 2009               | Fredericia (Dinamarca)   | Medalla de oro     | Carrera            |
| 2010               | Sandnes (Noruega)        | Medalla de bronce  | Carrera            |
| 2012               | Orleans (Francia)        | Medalla de oro     | Carrera            |